# Licuala peltata
Licuala peltata är en enhjärtbladig växtart som beskrevs av William Roxburgh och Buch.-ham. Licuala peltata ingår i släktet Licuala och familjen Arecaceae.

## Underarter
Arten delas in i följande underarter:
- L. p. peltata
- L. p. sumawongii

## Bildgalleri

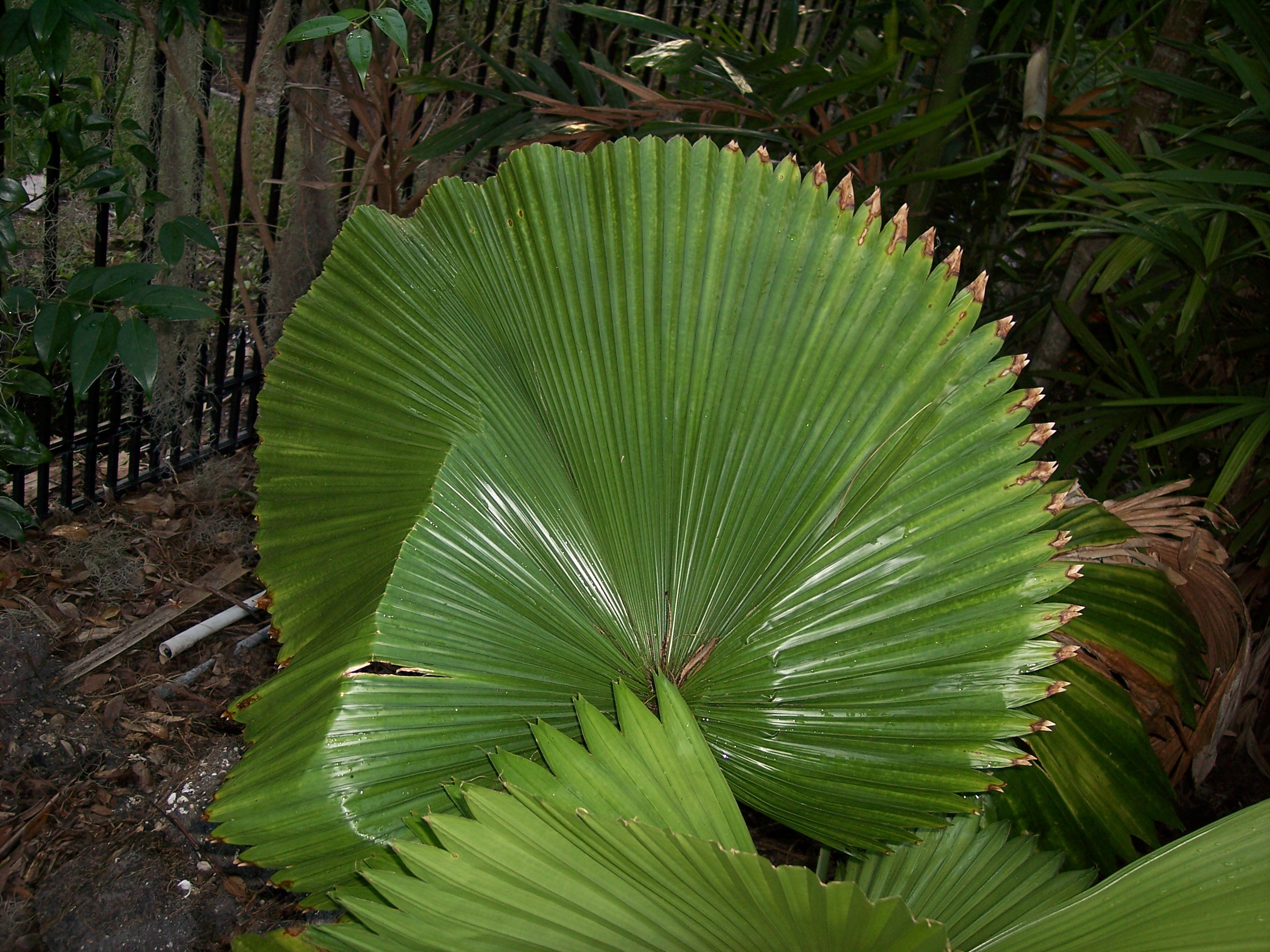